# Brachythecium gangulianum
Brachythecium gangulianum är en bladmossart som beskrevs av Ryszard Ochyra 1998. Brachythecium gangulianum ingår i släktet gräsmossor, och familjen Brachytheciaceae. Inga underarter finns listade i Catalogue of Life.